# Ophrys bertolonii
Ophrys bertolonii är en orkidéart som beskrevs av Giuseppi L. Moretti. Ophrys bertolonii ingår i ofryssläktet, och familjen orkidéer. IUCN kategoriserar arten globalt som livskraftig. Inga underarter finns listade i Catalogue of Life.

## Bildgalleri

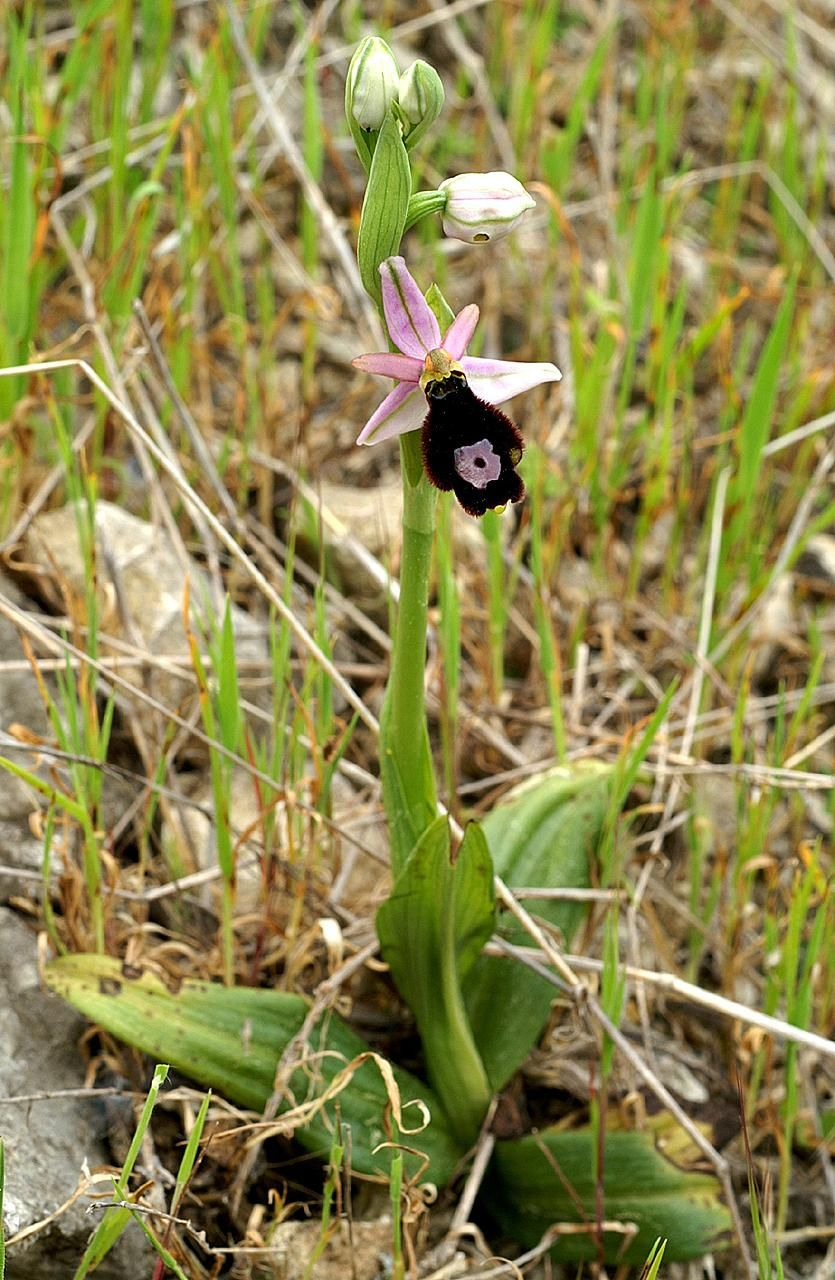
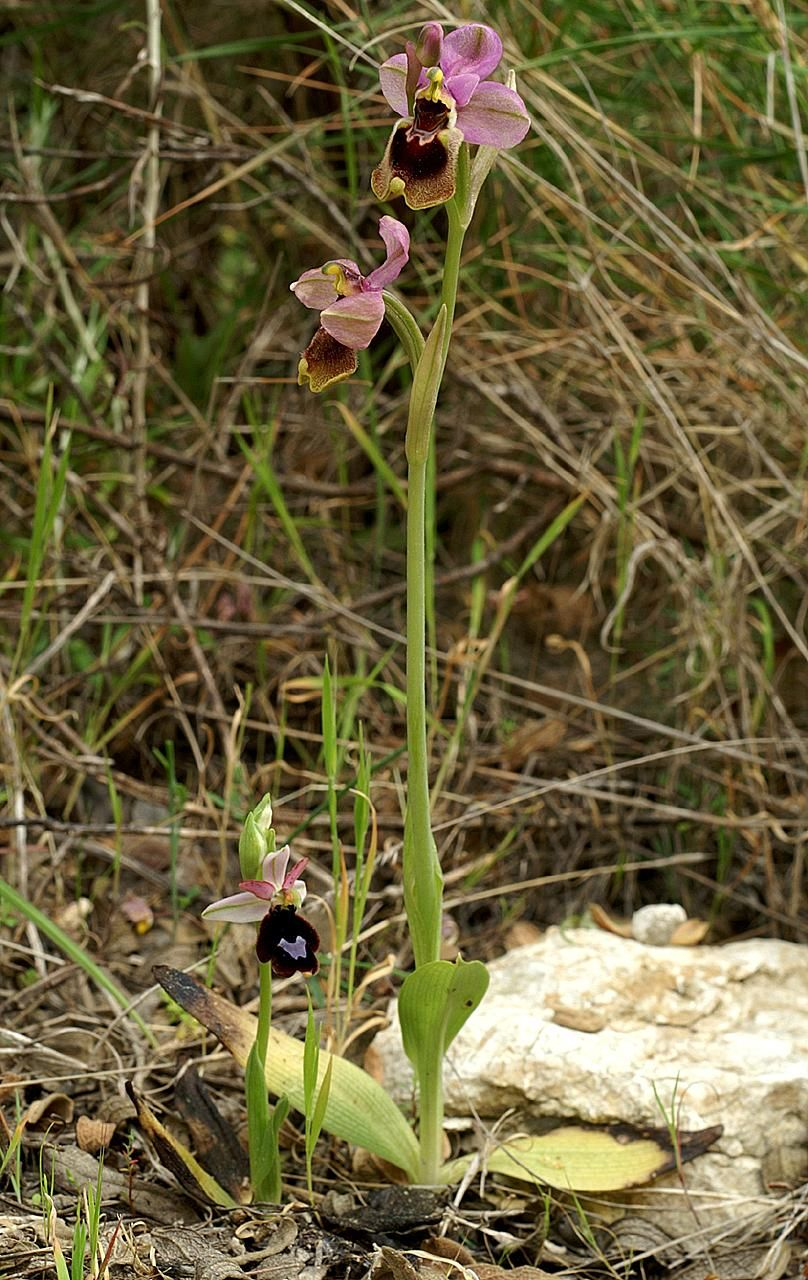
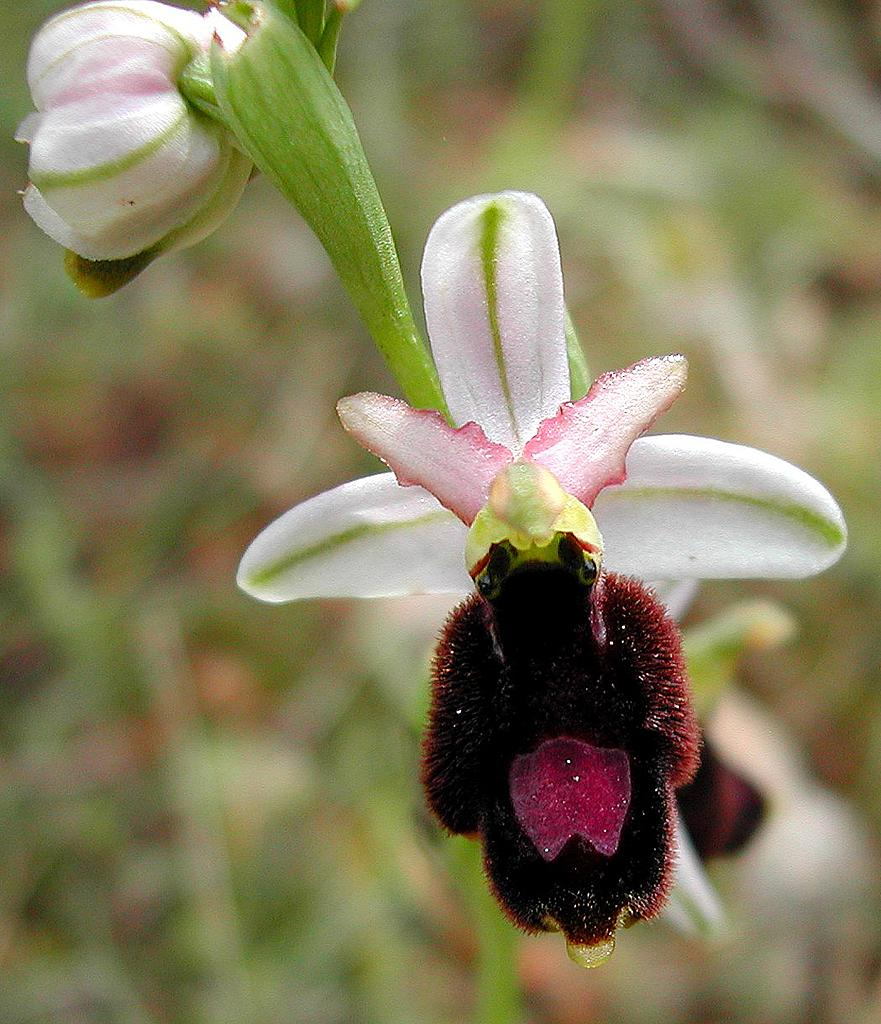
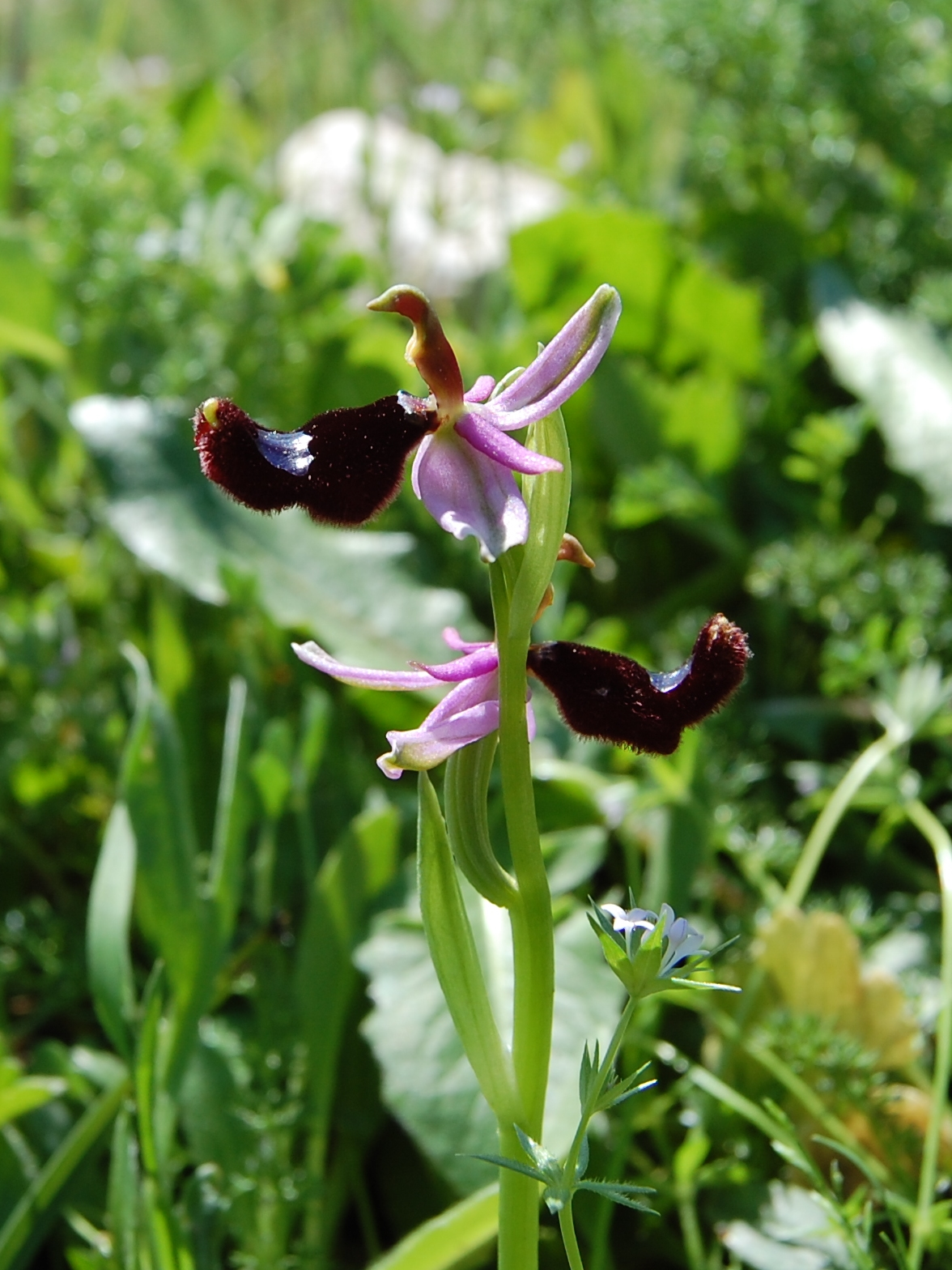
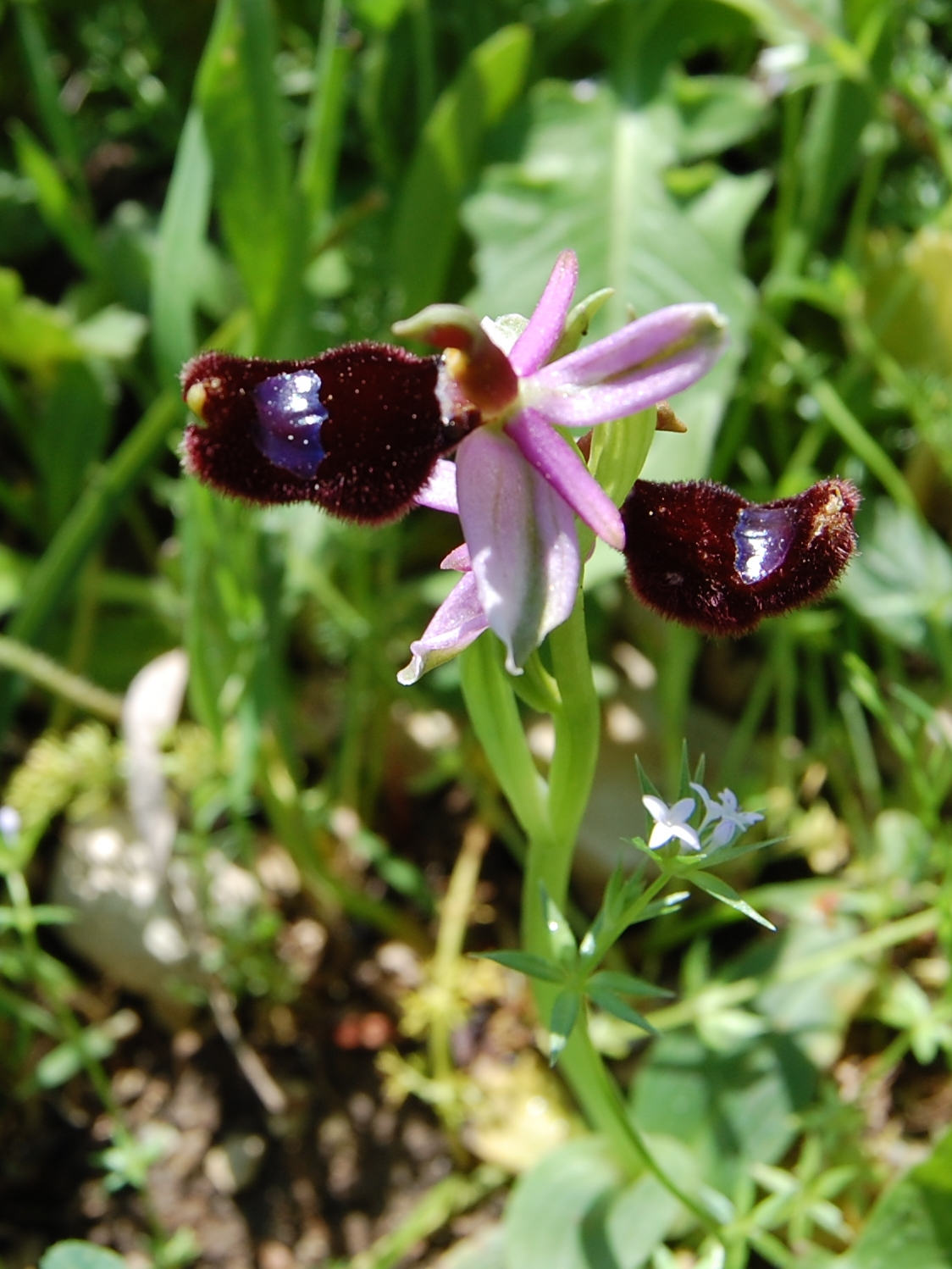
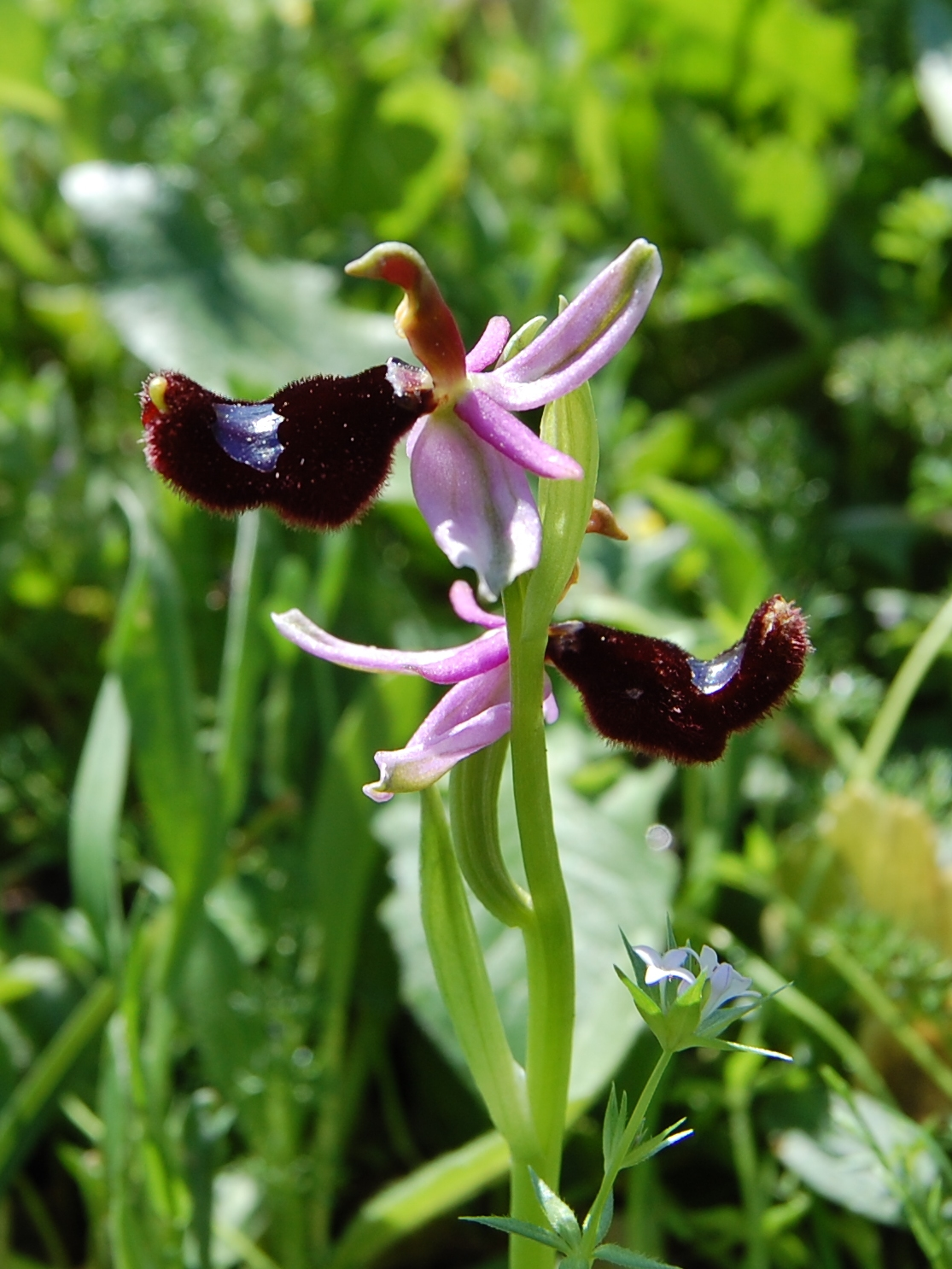